# Blyklippens gåde
|  | Denne artikel er oprettet af botten Steenthbot ud fra en ekstern database. Den kan derfor have sproglige fejl eller mangler. Denne skabelon kan fjernes efter kontrol af indholdet. |

Blyklippens gåde er en dansk dokumentarfilm fra 1952 instrueret af Hagen Hasselbalch efter eget manuskript.

## Handling
En mineby etableres på Østgrønlands kyst.